# マドレーヌ寺院

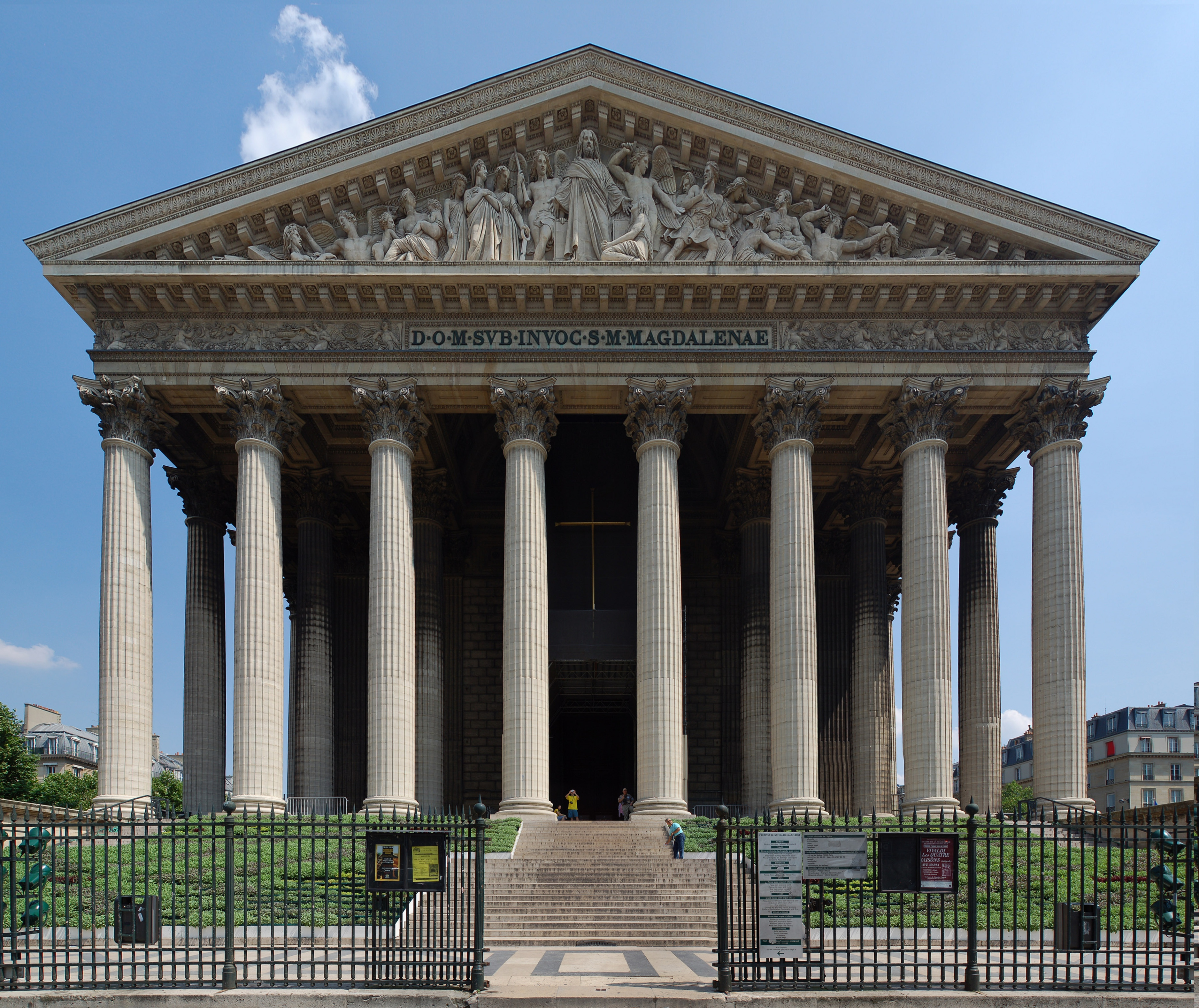
マドレーヌ寺院

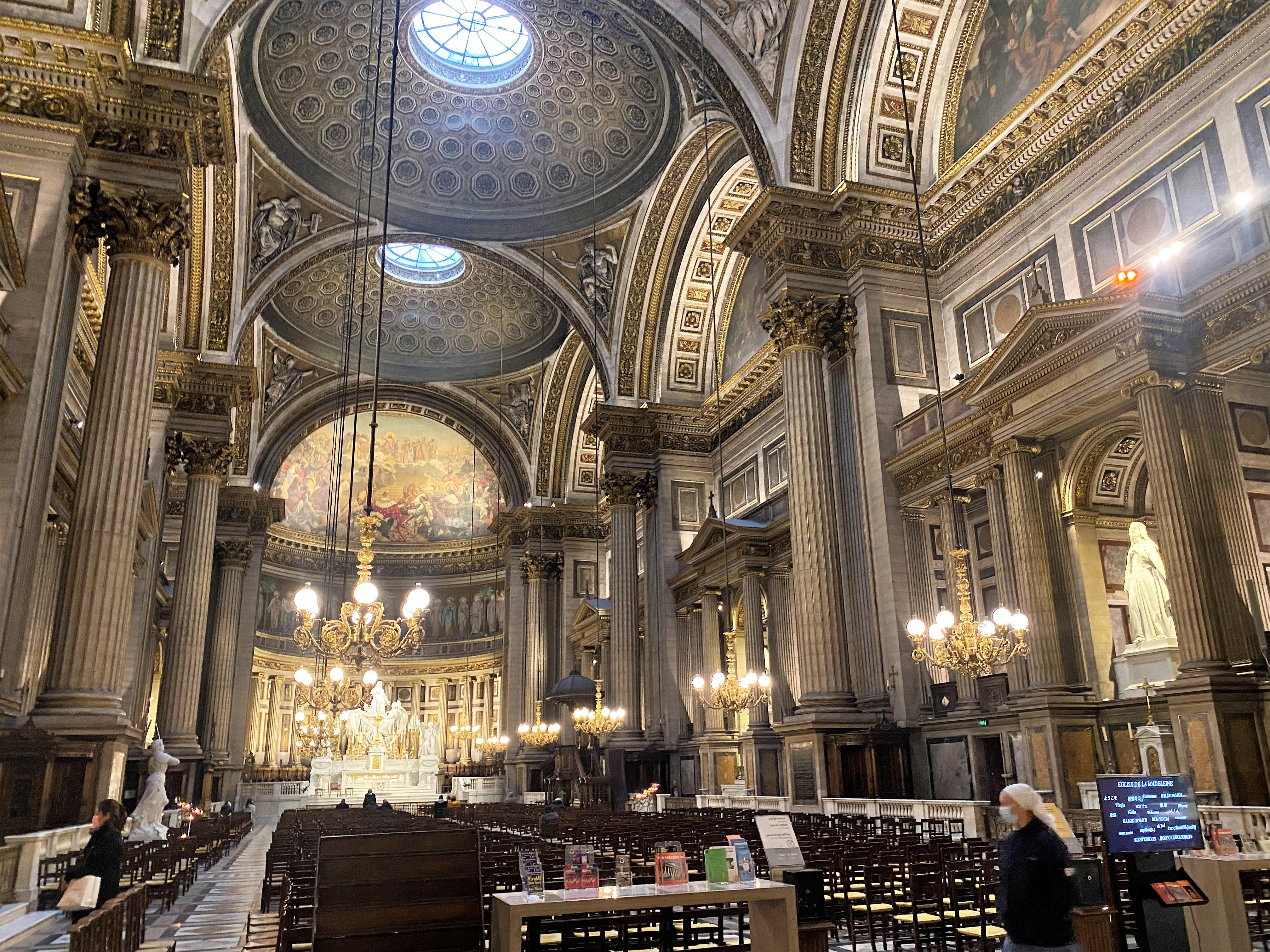
内観

マドレーヌ教会、通称マドレーヌ寺院、サント・マリー・マドレーヌ聖堂 （フランス語:Église de la Madeleine）は、フランスの首都・パリ8区にある聖女マドレーヌ（Madeleineはフランス語で「マグダラのマリア」を指す）を守護聖人とするカトリック教会。

## 概要
ブルボン朝末期、ルイ15世により聖女マドレーヌに捧げる教会として1764年に建設が始まるが中断。1777年に再び工事が始まるが、フランス革命の勃発により基礎工事半ばの状態で中断していた。
1805年、ナポレオン1世がフランス軍の名誉を讃える栄光の神殿とすることを決定し、建築家ピエール・ヴィーニョン（1763-1828年）が古代神殿風のデザインで設計した。1806年に工事を再開。ナポレオンの失脚後、ルイ18世によってカトリック教会に用途が戻され、1842年に完成した。その外観は、以下に述べるようにキリスト教の教会としてはかなり異例である。
外観はコリント式の高さ30mの柱が52本並ぶなど古代ギリシア・古代ローマの神殿を模したネオ・クラシック様式（新古典主義建築）である。内部はコリント式の大円柱が連続するペンデンティブドームの天井を支えている。
正面のペディメントはアンリ・ルメール作の「最後の審判」の彫刻に飾られ、銅の扉にはアンリ・ド・トリケティ(Henri de Triqueti)による「十戒」をテーマにしたレリーフが施されている。
内部に入ると右側にジェームス・プラディエ作の『聖母マリアの婚礼』像が、左側にはフランソワ・リュード作の『キリストの洗礼』」像が安置され、主祭壇はカルロ・マロケッティらによる『聖マグダラのマリアの歓喜』像で飾られている。
このように多くの美術作品で飾られているマドレーヌ寺院だが、建物内にはサル・ロワイヤル（Salle Royale＝王室の間）と呼ばれる部屋があり、現在は「イコン展」をはじめとする美術展など限られたイベントが実施されている。
ランチのみのレストランFOYER DE LA MADELEINEもあり、横から入ることができる。
アリスティッド・カヴァイエ＝コルによって建造されたパイプオルガンは1849年に設置され、現在のものは1923年に修復を受けたものである。歴代のオルガン奏者は著名な演奏家・作曲家で占められ、その一人であるガブリエル・フォーレが「レクイエム」の初演を行ったことでも知られる。

## 歴代オルガン奏者
- シャルル＝アレクサンドル・フェシー(1842-1846)
- ルイ・ジェームズ・アルフレッド・ルフェビュール＝ヴェリー(1847-1858)
- カミーユ・サン＝サーンス(1858-1877)
- テオドール・デュボワ(1877-1896)
- ガブリエル・フォーレ(1896-1905)
- アンリ・ダリエ(1905-1934)
- エドゥアール・ミニャン(1935-1962)
- ジャンヌ・ドゥメシュ(1962-1968)
- オディール・ピエール(1969-1979)
- フランソワ・アンリ・ウバール(1979- )